# Звучни ретрофлексни фрикатив
Звучни савијени или ретрофлексни фрикатив јесте сугласник који се користи у мањем броју говорних језика. Симбол у Међународном фонетском алфабету који представља овај звук је //.

## Карактеристике
Карактеристике безвучног алвеоларног фрикатива:
- Начин артикулације је фрикативни, што значи да је произведен усмеравањем протока ваздушне струје из плућа низ језик до места артикулације, на коме је усредсређена на оштре ивице скоро стиснутих зуба, узрокујући високофреквентну турбуленцију.
- Место артикулације је ретрофлексно што значи да је врх језика благо закривљен, а иначе је положај језика посталвеоларан, али без палатализације.
- Фонација је звучна, што значи да гласне жице трепере током артикулације.

## Појава
Примери језика где се јавља ова фонема:
| Језик        | Језик                          | Реч       | ИПА      | Значење           | Напомене                            |
| ------------ | ------------------------------ | --------- | -------- | ----------------- | ----------------------------------- |
| абхаски      | абхаски                        | абжа      |          | 'половина'        |                                     |
| адигејски    | адигејски                      | жъы       | [ʐə]ⓘ    | 'стар'            |                                     |
| кинески      | мандарински                    | 肉 ròu    | [ʐoʊ̯˥˩]ⓘ | 'месо'            | Може бити и савијени апроксимант () |
| ферјарски    | ферјарски                      | renn      |          | 'трчати'          |                                     |
| маритијел    | мари тјевин                    |           |          | 'они се смеју'    |                                     |
| паштунски    | јужни дијалект                 | تږى       |          | 'жедан'           |                                     |
| пољски       | Standard                       | żona      | [ˈʐ̠ɔn̪ä]ⓘ | 'жена'            |                                     |
| пољски       | југоисточни кујавски дијалекти | zapłacił  |          | 'платио је'       | Појединин говорници.                |
| пољски       | мазовски дијалекат             | zapłacił  |          | 'платио је'       | Појединин говорници.                |
| руски        | руски                          | кожа      | [ˈko̞ʐə]ⓘ | 'кожа'            |                                     |
| српски       | српски                         | жут / žut |          | 'жут'             |                                     |
| сицилијански | сицилијански                   | riccu     | [ˈʐikːu] | 'богат'           |                                     |
| словачки     | словачки                       | žabka     |          | 'жаба'            |                                     |
| запотечки    | запотечки                      | ?         |          | 'дно'             |                                     |
| торвали      | торвали                        | ?         |          | 'право'           |                                     |
| убихски      | убихски                        |           |          | 'дрво за потпалу' |                                     |
| вијетнамски  | јужни дијалекти                | rô        |          | 'дијамант'        |                                     |
| нуосу        | нуосу                          | ꏜ ry     |          | 'трава'           |                                     |